# William Sears (Bahai)
William Sears (* 28. März 1911 in Duluth (Minnesota); † 25. März 1992 in Tucson, Arizona), der manchmal auch Bill genannt wurde, war ein US-amerikanischer Autor und Bahai, der 1957 von Shoghi Effendi zu einem der Hände der Sache Gottes ernannt wurde.

## Persönliches- und berufliches Leben
Sears wuchs in einer katholischen Familie auf und las auf Anraten seines Großvaters intensiv die Bibel. Dem Großvater setzte Sears in seinem posthum erschienenen Buch „In Grandfather’s Barn“ ein Denkmal. William Sears war eine Persönlichkeit der US-amerikanischen Radio- und Fernsehstationen. Später wurde er auch in Südafrika durch ein populäres Radioprogramm bekannt. Er war zweimal verheiratet. Seine erste Frau Kathleen Sears starb und hinterließ ihm zwei Söhne, die seine zweite Frau Marguerite Reimer Sears aufzog. Marguerite hatte ihn auch mit dem Bahai-Glauben bekannt gemacht und ein Buch über sein Leben geschrieben.

## Als Bahai und Autor
Sears hörte vom Bahai-Glauben von seiner zweiten Frau, bevor sie heirateten. Er studierte die Religion während sie verheiratet waren und wurde einige Jahre später Bahai. 1953 zog Sears mit seiner Familie in die Südafrikanische Union, um den Glauben zu verbreiten. Sie ließen sich dort auf einer Farm 25 Kilometer außerhalb von Johannesburg nieder. Im April 1954 unternahm Sears seine Bahai-Wallfahrt. 1956 wurde Sears in den ersten Nationalen Geistigen Rat für Süd- und Westafrika gewählt und diente dort als Vorsitzender. Shoghi Effendi ernannte Sears im Oktober 1957 zu einer Hand der Sache und als Hand der Sache reiste er extensiv, die zurückgelegte Strecke entsprach einer 20fachen Weltumrundung. Zwischen 1959 und 1961 besuchte er alle Nationalen Geistigen Räte in Nord-, Mittel- und Südamerika. Nach der Wahl des ersten Universalen Hauses der Gerechtigkeit zog die Familie Sears wieder in die Vereinigten Staaten, wo er sich der Verbreitung des Bahai-Glaubens widmete. Sears publizierte zahlreiche Bücher, für die er sein eigenes Wissen über den Bahai-Glauben in jedermann verständliche Ausdrücke übersetzte. Diese Bücher wurden teilweise auch ins Deutsche und andere Sprachen übersetzt. Im November 1957 starb Shoghi Effendi und ein Gremium von neun Händen der Sache im Heiligen Land leitete vorübergehend die Bahai-Weltgemeinschaft. In diesem Gremium, das bis zur Wahl des ersten Universalen Hauses der Gerechtigkeit im Jahre 1963 arbeitete, war Sears 1958 und von 1961 bis 1963 tätig. In dem Buch „Dieb in der Nacht“, deren Titel aus dem 1. Brief des Paulus an die Thessalonicher (5,2) entlehnt wurde, zeigte er auf, wie die biblischen Prophezeiungen durch den Bahai-Glauben erfüllt wurden. Die Prophezeiung aus dem Buch Micha 7,12 interpretiert Sears in seinem Buch „The Half-Inch Prophecy“ und das Buch „Wine of Astonishment“ behandelt ebenfalls christliche Themen. Außerdem schrieb er „Klage des Herzens“, welches die Verfolgung der Bahai im Iran behandelt, „The Flame“ eine Biographie über die Bahai Lua Getsinger, seine Autobiographie „God loves Laughter“ und vieles mehr. Nach einem Herzanfall starb er 1992.

## Werke
- William Sears: Klage des Herzens: Die Bahá‘í im Iran. Bahá‘í-Verlag, Hofheim-Langenhain 1983, ISBN 3-87037-147-1.
- William Sears: das Tor zum Licht: Die Geschichte des Báb und Seiner Gefährten. Bahá‘í-Verlag, Hofheim 2009, ISBN 978-3-87037-473-0.
- William Sears: Dieb in der Nacht oder Der merkwürdige Fall vom nicht erschienenen Tausendjährigen Reich. Bahá‘í-Verlag, Hofheim 2004, ISBN 3-87037-326-1 (Online).
- William Sears: Gott liebt das Lachen. Bahá'i-Verlag, Hofheim 2014, ISBN 978-3-87037-556-0.
- William Sears: Prince of Peace. Bahá’í Publishing Trust India, New Delhi 1986, ISBN 978-81-85091-10-5.
- William Sears: God Loves Laughter. George Ronald, Oxford, UK, ISBN 978-0-85398-019-3.
- William Sears: Thief in the Night or The Strange Case of the Missing Millennium. George Ronald, Oxford, UK, ISBN 978-0-85398-008-7.
- William Sears: A Cry From the Heart: The Bahá‘ís in Iran. George Ronald, Oxford, UK, ISBN 978-0-85398-134-3.
- William Sears: Release the Sun. Bahá‘í Publishing Trust, Wilmette, Illinois, USA, ISBN 978-1-931847-09-4.
- William Sears: All Flags Flying. National Spiritual Assembly of the Baháís of South and West Africa, Goodwood, Südafrika 1985, ISBN 0-908420-62-5.
- William Sears: In Grandfather‘s Barn. Bahá‘í Publishing Trust of the United States, Wilmette, Illinois, USA, ISBN 978-0-87743-257-9.
- William Sears und Robert Quigley: The Flame: The Story of Lua. George Ronald, Oxford, UK, ISBN 978-0-85398-030-8.
- William Sears: The Wine of Astonishment. George Ronald, Oxford, UK, ISBN 978-0-85398-521-1.
- William Sears: Run to Glory! Naturegraph Publishers Inc., 1991, ISBN 0-87961-195-2.
- William Sears: The Prisoner and the Kings. How One Man Changed the Course of History. Bahai Publishing Co. Ltd, Toronto, ISBN 978-1-931847-41-4.
- William Sears: The Half-Inch Prophecy. Bahai Publishing Trust, Südafrika 2000.